# Seznam nizozemskih judoistov
Seznam nizozemskih judoistov.

## D
- Dex Elmont

## G
- Jenny Gal
- Anton Geesink
- Henk Grol

## R
- Wim Ruska